# フジサンケイ・コミュニケーションズ・インターナショナル
フジサンケイ・コミュニケーションズ・インターナショナル（英: Fujisankei Communications International, Inc.）は、フジ・メディア・ホールディングス傘下の企業。本社はアメリカ合衆国・ニューヨーク。
米国、欧州のケーブルテレビ・衛星放送・地上波チャンネルを通じてFNN・FNS系の娯楽・情報番組を放送している。
親会社（2008年10月から兄弟会社）のフジテレビからアナウンサーが2〜4年単位で1名派遣されたこともある。現地在住日本人向けの番組やフジテレビの番組でアメリカからの情報を伝えている。またフジテレビの報道拠点として、米国・イギリス・フランスの支局を共同運営している。

## 放送番組
番組は権利上の処理により一部編集・BGM変更・カットされる場合がある。ジャニーズ事務所所属のタレントが出演する番組または番組の出演部分は、テレビジャパンを除き放送されていない。

### 米国
- ニューヨーク州(NY)、コネチカット州(CT)、ニュージャージー州(NJ)、ワシントンD.C.、ロサンゼルス（LA）、サンフランシスコの地上波デジタルチャンネル（衛星放送やケーブルテレビでも再送信）やホノルルのケーブルチャンネルで番組が放送されている。
  - 2012年1月をもって、NY/CT/NJ地区・LA地区でのドラマ・バラエティ番組の放送を終了。
  - 同時に、24時間放送の日本語チャンネルテレビジャパンでフジテレビ系列の一部の娯楽番組が放送開始された。
- 各チャンネルで下記のいずれかの番組が視聴できる(テレビジャパンの放送番組は該当記事参照）。
- 地上波チャンネルやケーブルチャンネルでは番組は4：3の標準画質（レターボックス）で放送されている。

#### ニュース・情報番組
- fciスーパータイム
- fciニュースエクスプレス
- FCI News Catch!（各州の地上波・ケーブルチャンネルで放送）
  - 日本とアメリカの情報を取り上げる自主制作番組。
    - ABCニュースからニュースを曜日別企画コーナーで紹介している。
    - 情報プレゼンター とくダネ!（HI地区で番組自体も放送されていた）、有吉くんの正直さんぽも一部が企画コーナーとして放送される。
- 新報道2001（週末に放送。2014年12月終了）

#### バラエティ
- ネプリーグ
- めちゃ2イケてるッ!
  - 1時間を超えるスペシャルは原則放送なし
- もしもツアーズ
- 熱血!平成教育学院
- あっぱれ!!さんま新教授
- ライオンのごきげんよう
- はねるのトびら
- (株)世界衝撃映像社
- ボクらの時代
- はやく起きた朝は…
- あいのり
- 平成教育委員会
- トリビアの泉
- 芸能人こだわり王講座 イケタク
- 爆笑レッドシアター
- エチカの鏡
- ホンマでっか!?TV (現在テレビジャパンの方で放送中)
- 突然占ってもいいですか？(現在Jmeで放送中)

など

#### 音楽
- MUSIC FAIR
- HEY!HEY!HEY! MUSIC CHAMP

#### ドラマ
- セレブと貧乏太郎
- イノセント・ラヴ
- メイちゃんの執事
- BOSS
- アタシんちの男子
- オトメン（乙男）（NY/NJ/CT地区を除き放送）
- 東京DOGS（各地区同時期放送）
- LIAR GAME Season 2
- 救命病棟24時
- 絶対零度〜未解決事件特命捜査〜
- GOLD
- 医龍3

など

##### 単発ドラマ
- 親父の一番長い日
- ハマの静香は事件がお好き
- 浅見光彦シリーズ
- 世にも奇妙な物語 秋の特別編 (2009年)（NY/NJ/CT地区で放送）
  - 生田斗真主演の「自殺者リサイクル法」は未放送
- 戦場のメロディ（LA地区で放送）
- 赤い霊柩車23
- 世にも奇妙な物語 20周年スペシャル・春 〜人気番組競演編〜
- のだめカンタービレ in ヨーロッパ
- 絶対泣かないと決めた日
- 愛はみえる〜全盲夫婦に宿った小さな命

#### アニメ・子供番組
- ちびまる子ちゃん（LA、HI地区で放送）
- ポンキッキーズ（LA地区で放送）

#### 料理番組
- くいしん坊!万才（日本と同じくキッコーマンが提供）
- らいぶdeキッチン（随時放送）
- キッチン de SHOW（随時放送）

#### ドキュメンタリー
- 土曜プレミアムで放送されるドキュメンタリー

#### その他
- ペット百科（随時放送）

### 英国
イギリスの日本語衛星放送局JSTVにて放送。

#### ニュース・情報番組（放送終了）
- FNNスピーク
- FNN Live News days
- FNNスーパーニュース
- みんなのニュース
- プライムニュース イブニング
- Live News イット!

#### バラエティー
- ネプリーグ
- めちゃ2イケてるッ!
- はねるのトびら
- 1年1組 平成教育学院
- ほこ×たて
- ボクらの時代
- エチカの鏡
- あっぱれ!!さんま新教授

#### ドラマ
過去に放送されたものも含む
- アタシんちの男子
- 東京DOGS
- 救命病棟24時
- 医龍3
- 僕とスターの99日

他

##### 単発ドラマ
- 親父の一番長い日
- 世にも奇妙な物語 秋の特別篇（日本で2009年10月5日放送）
  - 生田斗真主演の「自殺者リサイクル法」は未放送
- 愛はみえる〜全盲夫婦に宿った小さな命

他

#### アニメ・子供番組
- ちびまる子ちゃん
- ゲゲゲの鬼太郎
- ONE PIECE

#### 料理番組
- くいしん坊!万才

## ゲーム事業
フジサンケイグループの総合記録媒体販売業であるポニーキャニオンの北米・欧州法人（前身のポニーやキャニオン・レコードの時代からで、レコードやビデオグラムも含む）であり、同社やヘブンリーシンフォニー（フジテレビ）等のゲーム機向けコンピュータゲームにおける北米・欧州向けの他言語ローカライズを主に担当し、NES、ゲームボーイ、SNES、MEGA CD（SEGA CD）に参入していた。ヨーロッパ市場ではMSXシリーズにも参入していた。
ウルティマシリーズのゲーム機向け移植版や、AD&Dのコンピュータゲーム版が当社の主要シリーズだった。特にウルティマシリーズは日本のファミコンでは原作シリーズの3作目で、公式イラストをコミカル調に描き、原作には無い要素をふんだんに採り入れた『ウルティマ 恐怖のエクソダス』が不発に終わったものの、NES版の“Ultima Ⅲ: Exodus”は原作に準じたパッケージイラストと、オリジン・システムズが監修した原作に準じたストーリーと要素に戻し、NES初の移植作とあって日本よりも高い人気を得たこともあり、原作のIP保有者であるオリジン・システムズ社がパソコンゲーム専業メーカーであったため、当社がゲーム機向けの移植・ローカライズ権を独占的に有していた。1990年代中盤頃にポニーキャニオンよりも早い段階でこの事業からは撤退したが、それ以降もレコードやビデオグラムの販売は持続し、ポニーキャニオンがビデオ化権や製作委員会に参加したテレビアニメのビデオグラムや音楽作品が主な商品である。それを機にウルティマシリーズにおけるゲーム機向けローカライズ権をエレクトロニック・アーツに譲渡した。
撤退後も、ザナック（NES）における日本以外のWiiバーチャルコンソール版は、当社から配信が行われていた。

## 関連人物
- 角谷優（元代表取締役社長）